# 三谷竜生
三谷 竜生（みたに りゅうき、1987年9月5日 - ）は、京都府出身で、以前は滋賀県、現在は奈良県を登録地とする競輪選手。日本競輪学校（当時。以下、競輪学校）第101期生。『三谷三兄弟』の末弟。

## 来歴
東山高等学校、関東学院大学ではラグビーで活動。関東学院時代の主なポジションセンター（CTB）。しかし、トップリーグに所属するチームからの誘いがないことを理由に、大学で活動を終え、卒業後は自転車競技に転身。
2010年、国民体育大会（松戸競輪場）の成年・1㎞タイムトライアルで優勝。翌2011年、競輪学校に入校した。競輪学校時代の在校競走成績は16位（17勝）。同校卒業記念レースでは2位に入った。
2012年7月1日、京都向日町競輪場でデビューし初勝利。その後2日間も勝利し、デビュー場所で完全優勝を果たした。8月28日に父・典正と共に、滋賀から奈良へ登録地変更。
2013年1月28日、松山競輪場で行われたA級決勝を制し、S級特別昇級を果たした。12月の第13回ヤンググランプリでは3着となった。
2014年2月、第29回読売新聞社杯全日本選抜競輪（高松）で、GI初出場（一次予選5着敗退）。平成26年表彰選手「優秀新人選手賞」を受賞。
2016年3月、第69回日本選手権競輪（名古屋）で、ビッグレース初決勝進出（100期以降の男子では初）を果たして先行した。この年の獲得賞金は20位となった。
2017年5月、第71回日本選手権競輪（京王閣）では、2月の全日本選抜競輪に続いて自身3度目のGI決勝進出。GII・GIIIよりも先に、通算21回目の挑戦でGI初制覇を果たし（100期以降で初、奈良支部所属の選手として初）、同年末のKEIRINグランプリに初出場し、4着。
2018年5月、第72回日本選手権競輪（平塚競輪場）で優勝し史上7人目となる日本選手権連覇を果たした。同年は、続いて6月の第69回高松宮記念杯競輪（岸和田競輪場）でも優勝しGIを連覇、3つ目のタイトルを獲得。12月のKEIRINグランプリ2018（静岡競輪場）でも優勝し賞金1億160万円を獲得、年間賞金獲得額は2億5531万3千円となり初の賞金王に輝いたほか、年間賞金獲得額の新記録も達成した（それまでは2002年に山田裕仁が達成した2億4434万8500円。2022年に脇本雄太が3億584万2300円を獲得し更新）。翌2019年は一転してビッグレースの決勝進出したのはGI寛仁親王牌競輪の準優勝のみだったためS級S班からS級1班に陥落した。
ただ、それ以降は精彩を欠いており、2021年下期（7月 - 12月）ではS級1班から2班に降格した（2022年上期でS級1班に再昇格）。

## 人物
身長168cm、体重77kg。血液型B型。
師匠でもある父・典正（競輪学校第49期）は元競輪選手、長兄の政史（93期）と次兄の将太（92期）はともに競輪選手。自身の兄弟には兄二人の他には妹もいる。

## 主な獲得タイトル
- 2017年 - 日本選手権競輪（京王閣競輪場）
- 2018年 - 日本選手権競輪（平塚競輪場）、高松宮記念杯競輪（岸和田競輪場）、KEIRINグランプリ（静岡競輪場）
- 年間賞金王1回 - 2018年
- 年間獲得賞金2億円突破 - 2018年（当時、過去最高獲得賞金額）